# Маунт-Кіско (Нью-Йорк)
Маунт-Кіско (англ. Mount Kisco) — селище (англ. village) в США, в окрузі Вестчестер штату Нью-Йорк. Населення — 10 959 осіб (2020).

## Географія
Маунт-Кіско розташований за координатами 41°12′6″ пн. ш. 73°43′42″ зх. д. / 41.20167° пн. ш. 73.72833° зх. д. (41.201696, -73.728258).  За даними Бюро перепису населення США в 2010 році селище мало площу 7,94 км², з яких 7,86 км² — суходіл та 0,08 км² — водойми.

### Клімат
| Клімат : Маунт-Кіско  | Клімат : Маунт-Кіско | Клімат : Маунт-Кіско | Клімат : Маунт-Кіско | Клімат : Маунт-Кіско | Клімат : Маунт-Кіско | Клімат : Маунт-Кіско | Клімат : Маунт-Кіско | Клімат : Маунт-Кіско | Клімат : Маунт-Кіско | Клімат : Маунт-Кіско | Клімат : Маунт-Кіско | Клімат : Маунт-Кіско | Клімат : Маунт-Кіско |
| Показник              | Січ.                 | Лют.                 | Бер.                 | Квіт.                | Трав.                | Черв.                | Лип.                 | Серп.                | Вер.                 | Жовт.                | Лист.                | Груд.                | Рік                  |
| Середній максимум, °C | 1,1                  | 3,9                  | 8,3                  | 15,0                 | 20,6                 | 25,6                 | 27,8                 | 27,2                 | 22,8                 | 16,7                 | 10,6                 | 4,4                  | 15,4                 |
| Середній мінімум, °C  | −7,2                 | −6,1                 | −1,7                 | 3,9                  | 9,4                  | 14,4                 | 17,2                 | 16,7                 | 12,2                 | 6,1                  | 1,7                  | −3,9                 | 5,3                  |
| Норма опадів, мм      | 91                   | 81                   | 107                  | 112                  | 110                  | 120                  | 122                  | 112                  | 116                  | 119                  | 111                  | 102                  | 1303                 |
| --------------------- | -------------------- | -------------------- | -------------------- | -------------------- | -------------------- | -------------------- | -------------------- | -------------------- | -------------------- | -------------------- | -------------------- | -------------------- | -------------------- |
| Джерело:              |                      |                      |                      |                      |                      |                      |                      |                      |                      |                      |                      |                      |                      |

## Демографія
Згідно з переписом 2010 року, у селищі мешкало 10 877 осіб у 4102 домогосподарствах у складі 2584 родин. Густота населення становила 1370 осіб/км².  Було 4289 помешкань (540/км²).
Расовий склад населення:
| - 69,5 % — білих - 5,2 % — чорних або афроамериканців - 4,8 % — азіатів - 0,8 % — корінних американців - 15,5 % — осіб інших рас |

До двох чи більше рас належало 4,2 %. Частка іспаномовних становила 35,1 % від усіх жителів.
За віковим діапазоном населення розподілялося таким чином: 21,8 % — особи молодші 18 років, 64,8 % — особи у віці 18—64 років, 13,4 % — особи у віці 65 років та старші. Медіана віку мешканця становила 38,0 року. На 100 осіб жіночої статі у селищі припадало 107,4 чоловіків;  на 100 жінок у віці від 18 років та старших — 107,5 чоловіків також старших 18 років.
Середній дохід на одне домашнє господарство  становив 94 183 долари США (медіана — 68 556), а середній дохід на одну сім'ю — 106 229 доларів (медіана — 83 253). Медіана доходів становила 49 881 долар для чоловіків та 47 516 доларів для жінок. За межею бідності перебувало 14,0 % осіб, у тому числі 17,2 % дітей у віці до 18 років та 4,9 % осіб у віці 65 років та старших.
Цивільне працевлаштоване населення становило 6303 особи. Основні галузі зайнятості: освіта, охорона здоров'я та соціальна допомога — 20,6 %, науковці, спеціалісти, менеджери — 19,5 %, мистецтво, розваги та відпочинок — 11,1 %, роздрібна торгівля — 9,1 %.